# Tom Wilson (ishockeyspelare)
Thomas "Tom" Wilson, född 29 mars 1994, är en kanadensisk professionell ishockeyforward som spelar för Washington Capitals i NHL. Han har tidigare spelat för Hershey Bears i American Hockey League (AHL) och Plymouth Whalers i Ontario Hockey League (OHL).
Wilson draftades av Washington Capitals i första rundan i 2012 års draft som 16:e spelare totalt.

## Statistik
| 2009–2010  | Toronto Jr. Canadiens | GTHL       | 73  | 44  | 61  | 105 | 140  | —  | —  | —  | —  | —   |
| 2010–2011  | Plymouth Whalers      | OHL        | 28  | 3   | 3   | 6   | 71   | —  | —  | —  | —  | —   |
| 2011–2012  | Plymouth Whalers      | OHL        | 49  | 9   | 18  | 27  | 141  | 13 | 7  | 6  | 13 | 39  |
| 2012–2013  | Washington Capitals   | NHL        | —   | —   | —   | —   | —    | 3  | 0  | 0  | 0  | 0   |
|            | Plymouth Whalers      | OHL        | 48  | 23  | 35  | 58  | 104  | 12 | 9  | 8  | 17 | 41  |
|            | Hershey Bears         | AHL        | —   | —   | —   | —   | —    | 3  | 1  | 0  | 1  | 6   |
| 2013–2014  | Washington Capitals   | NHL        | 82  | 3   | 7   | 10  | 151  | —  | —  | —  | —  | —   |
| 2014–2015  | Washington Capitals   | NHL        | 67  | 4   | 13  | 17  | 172  | 13 | 0  | 1  | 1  | 25  |
|            | Hershey Bears         | AHL        | 2   | 0   | 0   | 0   | 0    | —  | —  | —  | —  | —   |
| 2015–2016  | Washington Capitals   | NHL        | 82  | 7   | 16  | 23  | 163  | 12 | 0  | 1  | 1  | 13  |
| 2016–2017  | Washington Capitals   | NHL        | 82  | 7   | 12  | 19  | 133  | 13 | 3  | 0  | 3  | 34  |
| 2017–2018  | Washington Capitals   | NHL        | 78  | 14  | 21  | 35  | 187  | 21 | 5  | 10 | 15 | 31  |
| 2018–2019  | Washington Capitals   | NHL        | 63  | 22  | 18  | 40  | 128  | 7  | 3  | 2  | 5  | 2   |
| 2019–2020  | Washington Capitals   | NHL        | 68  | 21  | 23  | 44  | 93   | 8  | 1  | 2  | 3  | 23  |
| 2020–2021  | Washington Capitals   | NHL        | 47  | 13  | 20  | 33  | 96   | 5  | 1  | 1  | 2  | 6   |
| 2021–2022  | Washington Capitals   | NHL        | 78  | 24  | 28  | 52  | 98   | 1  | 1  | 0  | 1  | 0   |
| NHL totalt | NHL totalt            | NHL totalt | 647 | 115 | 158 | 273 | 1221 | 83 | 14 | 17 | 31 | 134 |
| AHL totalt | AHL totalt            | AHL totalt | 2   | 0   | 0   | 0   | 0    | 3  | 1  | 0  | 1  | 6   |
| OHL totalt | OHL totalt            | OHL totalt | 125 | 35  | 56  | 91  | 316  | 25 | 16 | 14 | 30 | 80  |

### Internationellt
| Källa: Uppdaterad: 2019-12-31 | Källa: Uppdaterad: 2019-12-31 | Källa: Uppdaterad: 2019-12-31 |         | Utv = Utvisningsminuter | Utv = Utvisningsminuter | Utv = Utvisningsminuter | Utv = Utvisningsminuter | Utv = Utvisningsminuter |
| År                            | Lag                           | Mästerskap                    | Matcher | Mål                     | Assists                 | Poäng                   | Utv                     |                         |
| ----------------------------- | ----------------------------- | ----------------------------- | ------- | ----------------------- | ----------------------- | ----------------------- | ----------------------- | ----------------------- |
| 2011                          | Kanada                        | Ivan Hlinka                   | 5       | 1                       | 2                       | 3                       | 6                       |                         |
| Junior totalt                 | Junior totalt                 | Junior totalt                 | 5       | 1                       | 2                       | 3                       | 6                       |                         |